# Bernardino Giordano
Mons. Bernardino Giordano (* 23. března 1970 Turín) je italský římskokatolický duchovní a biskup.

## Život
Narodil se 23. března 1970 v Turíně.
Na Turínské univerzitě vystudoval ekonomii a poté vstoupil do kněžského semináře v Saluzzu. Po teologických studiích byl 15. prosince 2001 biskupem Diegem Natale Bonou vysvěcen na kněze a inkardinován do diecéze Saluzzo. Následně odešel na Papežskou akademii Alfonsiana v Římě, kde získal doktorát z morální teologie. Stal se profesorem teologického diecézního institutu a Institutu náboženských studií ve Fossanu.
Zastával funkci farního vikáře katedrály, promotéra spravedlnosti a defensora vinculi. Později působil v několika dalších farnostech diecéze. Stal se ředitelem úřadu pro pastoraci rodin při Italské biskupské konferenci a sekretářem biskupa Mariana Crociatyho. Byl generálním vikářem Svaté Chýše.
Dne 19. prosince 2024 jej papež František jmenoval biskupem Grosseta a Pitigliano-Sovana-Orbetello In persona episcopi. Biskupské svěcení přijal 1. března 2025 z rukou biskupa Cristiana Bodo a spolusvětiteli byli biskup Giovanni Roncari a arcibiskup Fabio Dal Cin.